# Vladimír Turek (politik)
Vladimír Turek (* 28. dubna 1938) je český pedagog, bývalý československý disident a signatář Charty 77, po sametové revoluci politik a poslanec Sněmovny lidu Federálního shromáždění za Občanské fórum.

## Biografie
Absolvoval gymnázium ve Znojmě a pak vystudoval Vysokou školu chemicko-technologickou v Praze. Působil jako středoškolský učitel na průmyslové škole v Pardubicích. Po okupaci v roce 1968 byl zbaven svého pracovního místa a pracoval převážně v dělnických profesích. Za normalizace se stal signatářem Charty 77. V roce 1989 se podílel na vzniku Občanského fóra ve Znojmě.
V lednu 1990 zasedl v rámci procesu kooptací do Federálního shromáždění po sametové revoluci do Sněmovny lidu (volební obvod č. 107 – Znojmo, Jihomoravský kraj) jako bezpartijní poslanec, respektive poslanec za Občanské fórum. Ve Federálním shromáždění setrval do konce funkčního období, tedy do svobodných voleb roku 1990.
Po odchodu z parlamentu působil po osm let na různých postech na ministerstvu vnitra. Dalších šest let před odchodem do penze zastával post ředitele policejní školy v Brně. Působí i jako šachista. Je členem šachového klubu Caissa Třebíč.